# 眉輪王
眉輪王（まよわのおおきみ、允恭天皇39年〈450年〉 - 安康天皇3年〈456年〉8月）は、記紀に伝えられる5世紀頃の皇族（王族）。『古事記』では目弱王と表記。父は仁徳天皇の皇子である大草香皇子（おおくさかのみこ）、母は履中天皇の皇女である中蒂姫命（なかしひめのみこと）。

## 略歴
記紀によれば、父の大草香皇子が罪無くして安康天皇に誅殺された後、母の中蒂姫命は安康天皇の皇后に立てられ、眉輪王は連れ子として育てられた。安康天皇3年（456年）8月、年幼くして（『古事記』では7歳）楼（たかどの）の下で遊んでいた王は、天皇と母の会話を残らず盗み聞いて、亡父が天皇によって殺されたことを悟り、熟睡中の天皇を刺殺する（眉輪王の変）。その後、坂合黒彦皇子と共に円大臣の宅に逃げ込んだが、大泊瀬皇子（後の雄略天皇）の兵に攻められ、大臣の助命嘆願も空しく、諸共に焼き殺されたという。

## 登場する小説
- 野溝七生子『眉輪』展望社、2000年。ISBN 488546028X。
- 黒岩重吾『ワカタケル大王』文藝春秋、2002年。ISBN 4163206302。
- 池澤夏樹『ワカタケル』日経BP、2020年。ISBN 9784532171582。